# Neoanalthes
Neoanalthes là một chi bướm đêm thuộc họ Crambidae.

## Các loài
- Neoanalthes abludens X. Du & Li, 2008
- Neoanalthes guangxiensis X. Du & Li, 2008
- Neoanalthes undatalis X. Du & Li, 2008
- Neoanalthes variabilis X. Du & Li, 2008
- Neoanalthes wangsi X. Du & Li, 2008